# Георгени
Георгени (рум. Gheorgheni, венг. Gyergyószentmiklós, Дьердьосентмиклош) — город в Румынии, в жудеце Харгита. Один из важнейших центров венгерской культуры и традиций в Румынии

## География
Город расположен в восточной части исторической области Трансильвания, в высокогорной долине,на высоте 810 метров над уровнем моря. Находится в 170 км от Брашова.

## Население
Население города составляло 20022 человек, по данным переписи 2016 года.
Национальный состав:
- Венгры — 87,54%
- Румыны — 10,8%
- Прочие — 1,66%

## Галерея

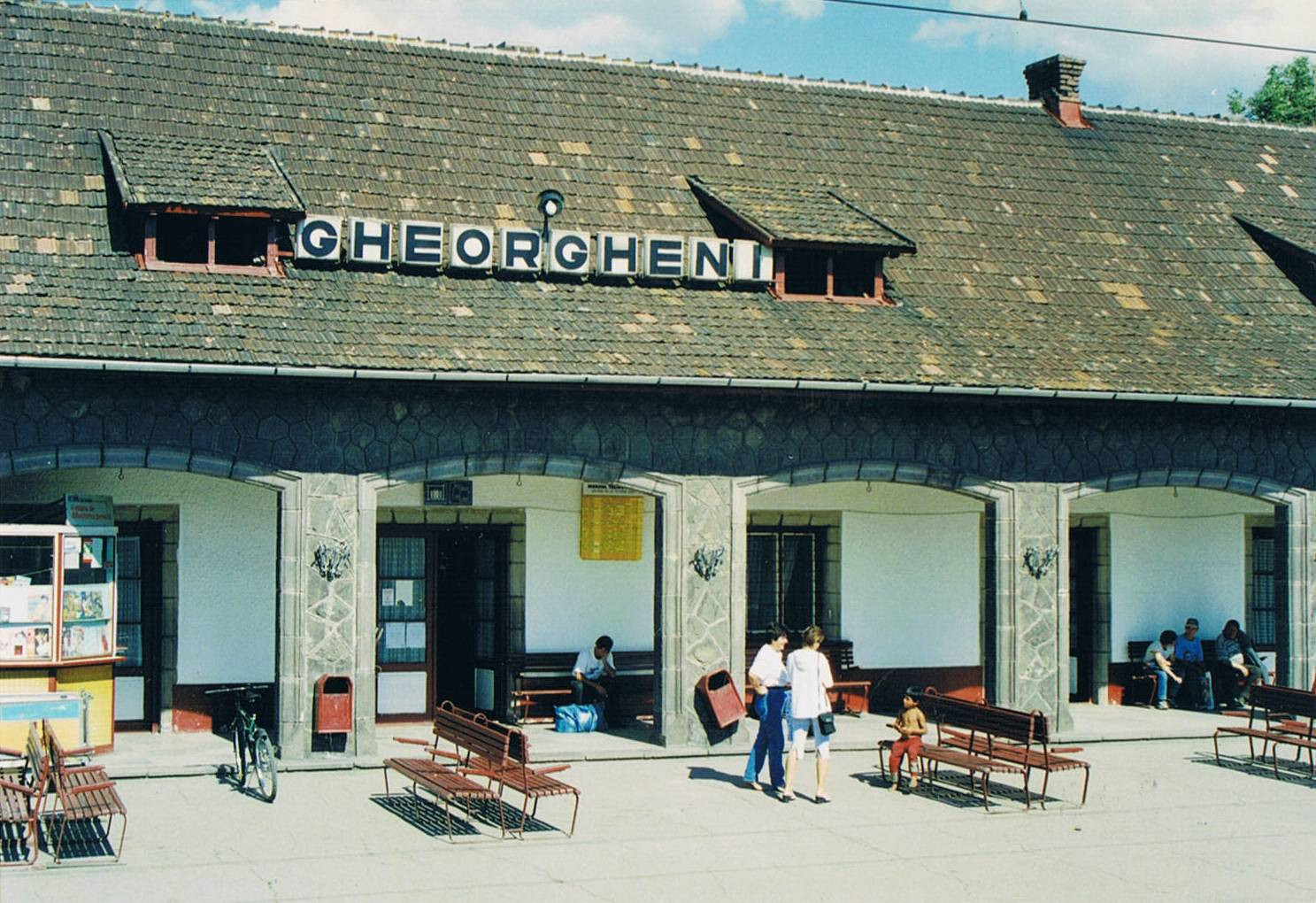
Железнодорожный вокзал
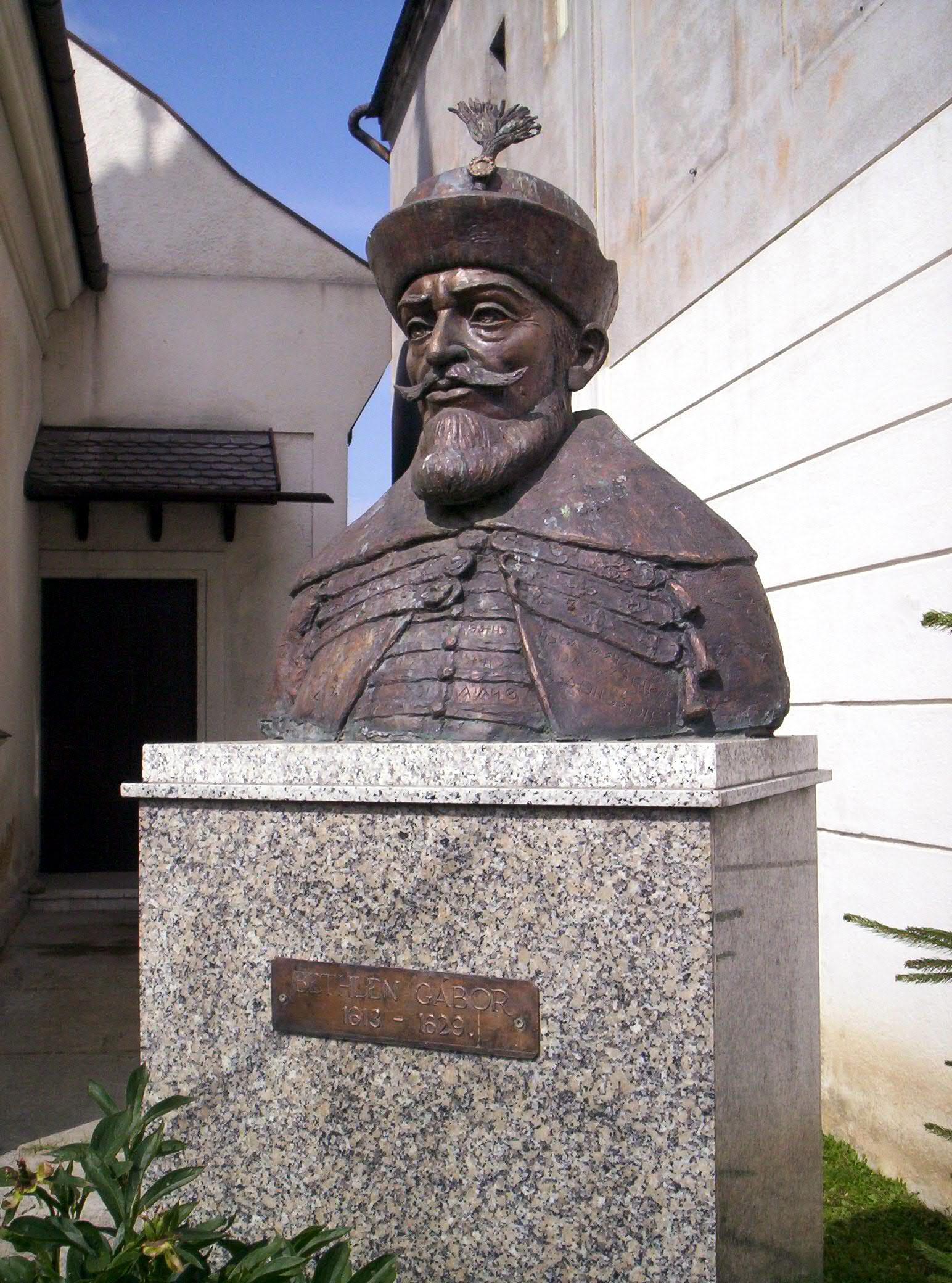
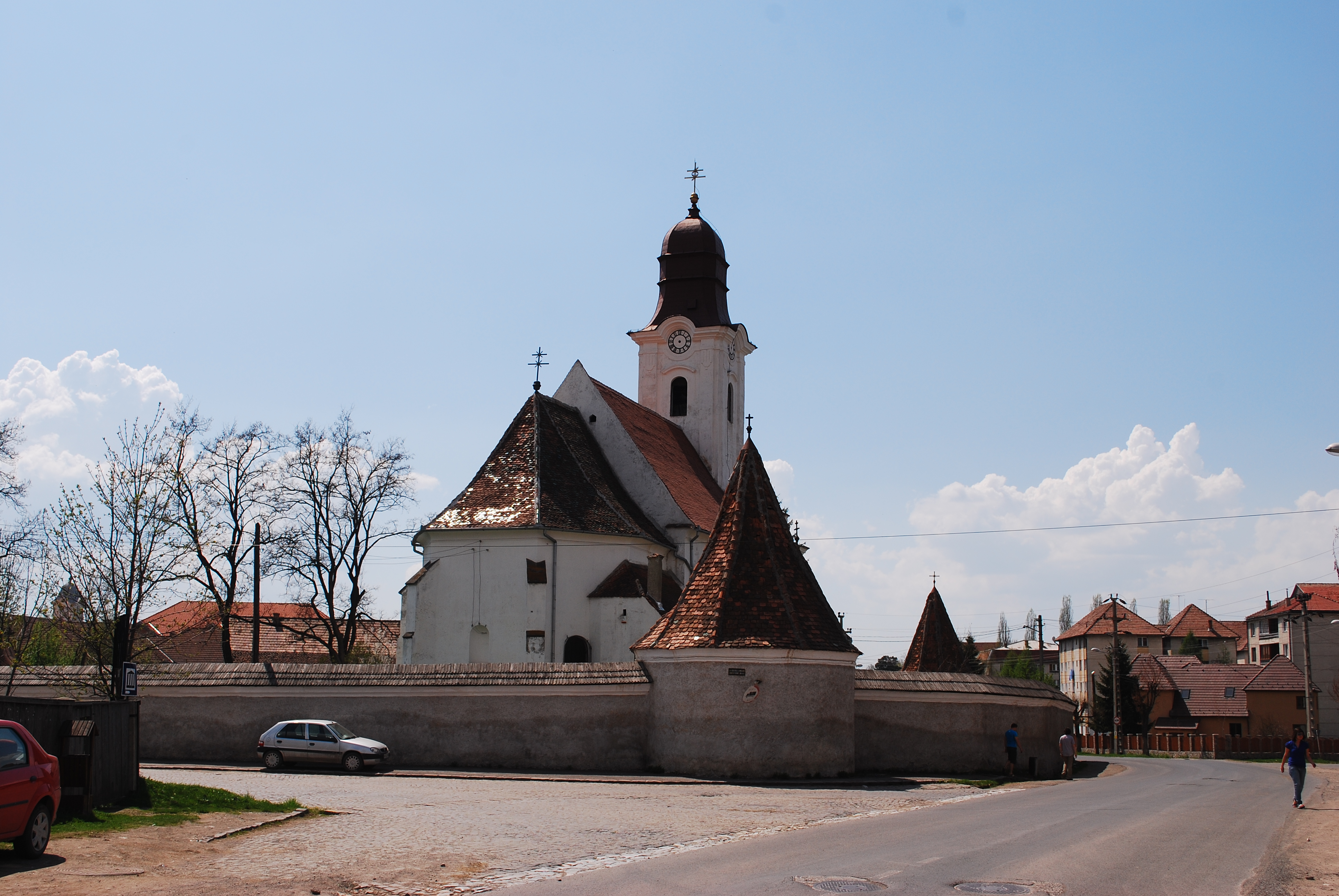
Армянская католическая церковь

## Города-побратимы
- Алаверди (Армения)
- Бекеш (Венгрия)
- Будапешт (Венгрия)
- Цеглед (Венгрия)
- Эгер (Венгрия)
- Кишкунмайша (Венгрия)
- Шиофок (Венгрия)
- Сигетсентмиклош (Венгрия)
- Бачка-Топола (Сербия)